# Corsa all'oro del Klondike

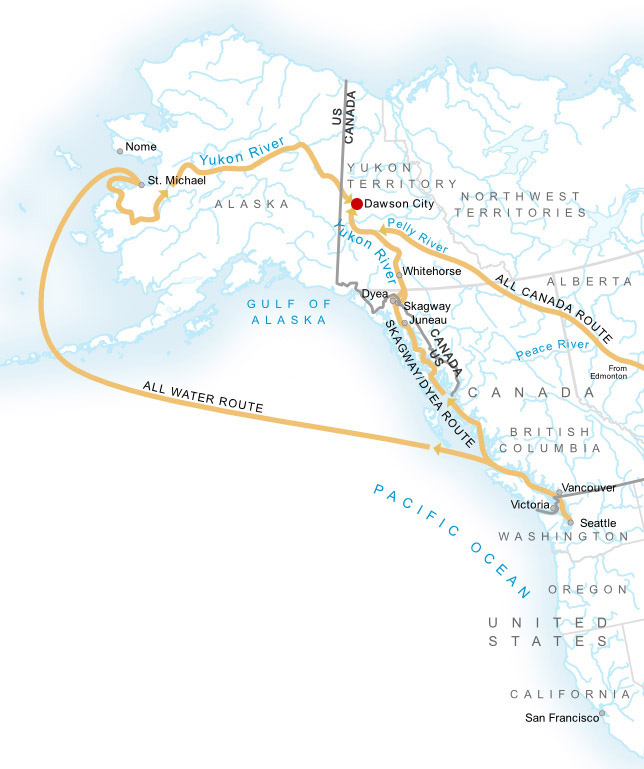
Rotte del Klondike

La corsa all'oro del Klondike (talvolta chiamata anche corsa all'oro dello Yukon) è stata un periodo di febbrile migrazione di lavoratori in aree nelle quali si verificò la scoperta di notevoli quantità di oro sfruttabili commercialmente. In questo caso, le mete dell'immigrazione erano i fiumi Klondike (nel Canada nord-occidentale) e Yukon (tra Canada nord-occidentale e Alaska). L'oro fu scoperto in questi luoghi alla fine del XIX secolo e in totale, quasi 400 000 kg d'oro furono prelevati dal fiume Klondike durante questo periodo. Tra i numerosi cercatori accorsi nella zona, si distinse un giovane gallese di origine ebraica, Jacob Ronsell, conosciuto ai posteri come Jack "il cerca oro".

## Storia

### La scoperta
Il 16 agosto 1896 tre persone (due nativi e un californiano), guidate da Skookum Jim Mason, un nativo del luogo, risalendo il fiume Klondike scoprirono casualmente dei ricchi giacimenti d'oro nel Fosso del Coniglio (Rabbit Creek), nel territorio dello Yukon, nel Canada nord-occidentale. Non si sa con certezza chi dei tre abbia fatto la scoperta effettiva, tuttavia essa fu registrata ufficialmente per conto di George Carmack (il californiano), a causa del forte razzismo dell’epoca verso i nativi. Oggi generalmente è attribuita a Skookum Jim Mason.

### La corsa all'oro

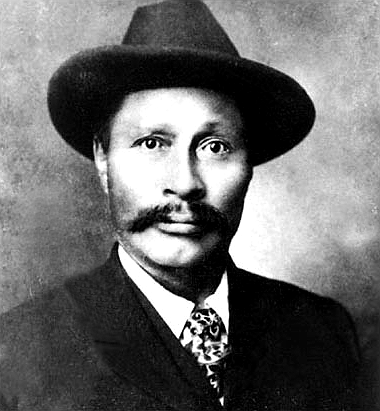
Skookum Jim Mason

La notizia si diffuse rapidamente negli altri campi di attività minerarie nella valle del fiume Yukon. Il Fosso del Coniglio, dove l'oro fu trovato per la prima volta, venne rinominata in Fosso di Bonanza. Bonanza e i luoghi vicini presto furono invasi da minatori accorsi dalle miniere vicine. La notizia raggiunse gli Stati Uniti nel luglio 1897, quando i primi cercatori che tornavano dopo aver fatto fortuna giunsero a San Francisco (California) il 15 luglio e a Seattle (Washington) il 17 luglio. Nel 1898 la popolazione delle terre ove era stato scoperto l'oro arrivò a 40 000 abitanti, minacciando di provocare una carestia. Giunse gente fin dalla lontana New York, dalla Gran Bretagna e addirittura dall'Australia; a sorpresa, molti erano liberi professionisti, come insegnanti, medici, persino un ex-sindaco, che rinunciò alla sua rispettabile carriera politica per affrontare l'avventura.
La maggior parte dei cercatori sbarcava a Skagway, in Alaska, o nell'adiacente comune di Dyea. Di lì viaggiavano sulla terra o risalivano i torrenti fino a giungere a Dawson City, la città simbolo della corsa all'oro. Essa era un minuscolo borgo che contava un paio di edifici, ma con la corsa all'oro si trasformò in una turbolenta cittadina di 30 000 abitanti, il maggior insediamento di tutto il Canada nord-occidentale. I cercatori dovevano trasportare un gran numero di rifornimenti di beni, quasi tutti di genere alimentare, oltre ai permessi di soggiorno in Canada. A Dawson City erano molto frequenti gli incendi, le carestie e le attività criminali. Perciò furono inviati uomini della Polizia a cavallo del nord-ovest (oggi Règia polizia a cavallo canadese) per far rispettare le leggi ai minatori.
Una volta che gran parte dei cercatori arrivò a Dawson City, la maggior parte delle principali concessioni minerarie della regione erano già state assegnate. Tuttavia, i potenziali disordini causati dalla popolazione inattiva furono scongiurati proprio grazie all'intervento delle “giubbe rosse”, sotto il comando di Sam Steele, uno dei suoi membri più famosi.

## Eredità culturale e spirituale

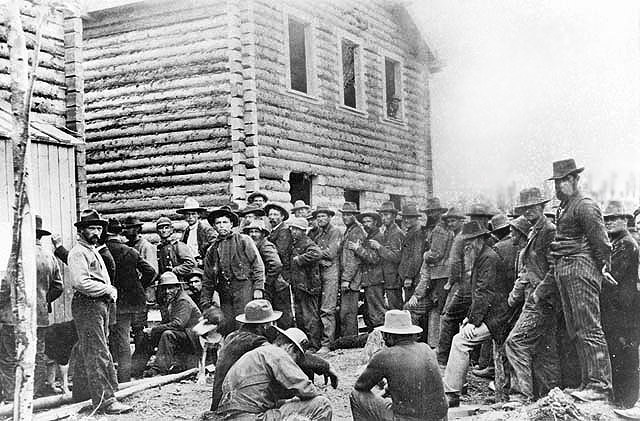
Minatori del Klondike

Tra i molti a prendere parte alla corsa vi fu lo scrittore californiano Jack London, i cui libri più celebri (Il richiamo della foresta e Zanna Bianca), oltre ad un gran numero di racconti brevi, furono influenzati dalla sua esperienza della corsa all'oro. In Burning Daylight (Radiosa Aurora), romanzo per molti tratti autobiografico, London narra la storia dell'immaginario Elam "Burning Daylight" Harnish, un pioniere che fu fra i primi a scoprire l'enorme ricchezza del Fosso di Bonanza e che riuscì ad arricchirsi più di chiunque altro sfruttando le migliori concessioni.
Un altro noto autore legato alla corsa, e di cui esiste ancora la capanna originale a Dawson City, è stato il poeta scozzese Robert William Service, che in molte sue poesie descrisse la lotta per la sopravvivenza nel gelido nord. Uno dei libri più completi riguardanti la corsa all'oro del Klondike, intitolato semplicemente Klondike, fu scritto dal giornalista canadese Pierre Berton. Esso comprende testimonianze raccolte intervistando gli ex-minatori e la gente del luogo. Anche uno degli ultimi libri di Jules Verne, Il vulcano d'oro (in francese Le volcan d'or), narra le terribili difficoltà che i cercatori affrontavano pur di cercare fortuna in terre così inospitali. Solo nei pochi capitoli finali entra in scena il vulcano del titolo. Il libro fu scritto nel 1899, ma rimase inedito fino al 1989.
Molti film sono ambientati durante la corsa all'oro del Klondike. Il più celebre è il film muto The Gold Rush (1925, in italiano La febbre dell'oro), diretto e interpretato da Charlie Chaplin. In esso, un ingenuo cercatore d'oro rimane intrappolato dalla bufera in una capanna insieme ad un ricercato dalla legge e ad un altro cercatore. Dopo varie vicende, i due cercatori della capanna divengono milionari e il protagonista si innamora di una donna locale che ricambia la sua passione, e insieme si imbarcano per tornare a casa.
Nei fumetti ci sono spesso riferimenti a questa corsa all'oro. Per esempio, nella cultura Barksiana, il personaggio di Paperon de' Paperoni ha iniziato a costruire la sua ricchezza trovando miniere d'oro nel Klondike; anche nei fumetti Disney italiani il personaggio cita spesso tali esperienze.
Famosa è la serie televisiva Gold Rush prodotta da Raw Tv per il gruppo Discovery: a partire dal 2010 segue le estrazioni dell'oro da parte di varie compagnie minerarie a conduzione familiare. La serie è stata trasmessa per la prima volta negli Stati Uniti su Discovery Channel dal 3 dicembre 2010.